# دوو بیسکوپیه
دوو بیسکوپیه (به لهستانی:  Doły Biskupie) یک روستا در لهستان است که در گمینا کونوو واقع شده‌است. دوو بیسکوپیه ۴۸۳ نفر جمعیت دارد.